# Hans Naujoks

Naujokis 1940

Hans Christian Naujoks (* 2. September 1892 in Jessen, Landkreis Insterburg, Ostpreußen; † 29. September 1959 in Frankfurt am Main) war ein deutscher Gynäkologe und Geburtshelfer.

## Leben und Wirken
Hans Christian Naujoks wurde 1892 als Sohn eines Gutsbesitzers in einem Dorf im Landkreis Insterburg in Ostpreußen geboren. Nach dem Studium der Medizin an den Universitäten Berlin, Königsberg und Rostock, Dissertation und Habilitation wurde er 1925 Privatdozent an der Universität Königsberg. 1926 wechselte er als Oberarzt an die Philipps-Universität Marburg und wurde 1927 dorthin umhabilitiert. 1929 wurde er in Marburg zum außerordentlichen Professor ernannt und als Vertreter der Nichtordinarien in den Senat der Universität gewählt.
Naujoks trat im April 1933 in die NSDAP ein (Mitgliedsnummer 2.828.601). Zudem war er ab November 1933 Mitglied der SA. Er gehörte auch dem NS-Dozentenbund (NSDDB), ab April 1933 dem Nationalsozialistischen Deutschen Ärztebund (NSDÄB), dem Nationalsozialistischen Lehrerbund (NSLB) sowie der NSV an und war Förderndes Mitglied der SS. Naujoks arbeitete im Rassenpolitischen Amt mit. Im November 1933 unterzeichnete er das Bekenntnis der deutschen Professoren zu Adolf Hitler.
Naujoks wurde 1934 als ordentlicher Professor für Gynäkologie und Geburtshilfe an die Universität Köln berufen und dort Leiter der Universitäts-Frauenklinik. Als Schriftführer der Deutschen Gesellschaft für Gynäkologie sah er in der Zeit des Nationalsozialismus als Aufgabe der Gynäkologie an, „als Hüter und Förderer der Volksgesundheit..., die Überschwemmung mit kranken Erbanlagen zu verhindern“ und war an Zwangssterilisationen beteiligt.
Bei der Deutschen Gesellschaft für Gynäkologie war Naujoks ab 1936 Schriftleiter und gab ab 1939 die medizinische Fachzeitschrift Geburtshilfe und Frauenheilkunde mit heraus.
Nachdem ihm der Kinderarzt Hans Kleinschmidt im Oktober 1945 bescheinigt hatte, dass er „wie viele Akademiker, einen hemmenden Einfluß auf die radikalen Pläne und Wünsche gewisser Parteistellen und Parteimitglieder ausgeübt“ habe, wurde Hans Naujoks im selben Jahr als Ordinarius an die Universität in Marburg berufen, wo er jedoch nur zwei Jahre tätig war. 1947 wurde er in gleicher Funktion an die Universität Frankfurt berufen.
Von 1956 bis 1958 war er Präsident der Deutschen Gesellschaft für Gynäkologie und organisierte deren Kongress 1958 in Frankfurt am Main.
Naujoks wurde 1957 mit dem Großen Verdienstkreuz des Verdienstordens der Bundesrepublik Deutschland  ausgezeichnet.
Hans Christian Naujoks starb 1959 in Frankfurt im Alter von 67 Jahren.

## Schriften (Auswahl)
- Das Problem der temporären Sterilisierung der Frau. Enke Verlag, 1925
- mit Georg Winter: Der künstliche Abort; Indikationen und Methoden: für den geburtshilflichen Praktiker. Enke Verlag, 1932
- mit Ruperto Sánchez Arcas: El aborto artificial. Javier Morata, 1933
- Die Geburtsverletzungen des Kindes. Ferdinand Enke, 1934
- mit Hans Werner Boeminghaus: Die Technik der Sterilisierung und Kastration. Enke Verlag, 1934
- Die Wandlung der deutschen Frau. Ferdinand Enke, 1935
- mit Georg Winter: Der künstliche Schwangerschaftsunterbrechung; Indikationen und Methoden. Enke Verlag, 1949
- Lehrbuch der operativen Geburtshilfe. Urban & Schwarzenberg, 1951
- mit Ernst Wolf: Anfang und Ende der Rechtsfähigkeit des Menschen. V. Klostermann, Frankfurt am Main 1955
- Gerichtliche Geburtshilfe. Thieme Verlag, 1957
- Leitfaden der Indikationen zur Schwangerschaftsunterbrechung. Enke Verlag, 1954.